# César Dutra
César Bernardo Dutra, mais conhecido como César (Rio de Janeiro, 27 de janeiro de 1992), é um futebolista brasileiro que atua como goleiro. Atualmente joga pelo Boavista.

## Carreira

### Início
César iniciou sua carreira no futsal. Chegou no Fluminense depois de disputar um campeonato de futebol de salão pelo Clube Garnier. Se destacou e trilhou o caminho do salão para o campo. Depois de dois anos, saiu. Sua mãe resolveu, então, levá-lo a São Januário, bem mais perto de casa. César começou a treinar no Vasco da Gama, mas o registro na federação ainda pertencia ao Fluminense, que não o liberou. Ela pediu ajuda a Siro Darlan, ex-juiz da infância e da juventude do Rio de Janeiro. Ganhou o processo após dois anos. Retornou ao Vasco da Gama, onde ficou seis meses e foi dispensado. César foi jogar no Mangueira, disputou campeonato de favelas, foi selecionado entre os melhores da competição e despertou a atenção do Audax Rio. O último clube grande a perdê-lo foi o Botafogo, que recebeu oferta do Audax Rio para ficar com o goleiro e não aceitou.

### Flamengo

#### Categorias de base
Chegou ao Flamengo em dezembro de 2009. Logo em 2010, César foi eleito o melhor goleiro da Super Copa Eurofama de Futebol Junior, disputada em Barueri.
O goleiro foi titular no gol rubro-negro na disputa da Copa São Paulo de Juniores de 2011 em que se consagrou campeão e eleito o melhor goleiro da competição. Ainda naquele ano, César foi promovido ao time principal do Flamengo. Como o seu contrato de empréstimo ia só até o fim de 2011, o Flamengo entrou em acordo com o Audax Rio, clube que tinha vínculo com o jogador, e pagou R$ 150 mil por 60% dos direitos econômicos.

#### Profissionais
Fez parte do elenco que foi campeão da Copa do Brasil de 2013, fez sua estreia como titular no profissional num empate por 1 a 1 contra o Cruzeiro em partida válida pela última rodada do Campeonato Brasileiro daquele mesmo ano. Neste jogo, ele se destacou muito, com várias defesas importantes, e inclusive teve seu nome gritado pela torcida. Por conta desta atuação, recebeu o Prêmio "O Cara da 38ª Rodada", do jornal Lance!. Após o goleiro Paulo Victor sofrer uma pequena fratura na fíbula, César assumiu o gol do Flamengo da 8ª até a 15ª rodada do Brasileirão.

#### Empréstimo a Ponte Preta
Em fevereiro de 2016, sem espaço com a contratação de Alex Muralha pelo Flamengo, César transferiu-se para a Ponte Preta por empréstimo com o objetivo de adquirir mais experiência.
César, porém, não chegou a atuar pela Ponte, ficando no banco de reservas.

#### Empréstimo a Ferroviária
Em 29 de dezembro de 2016, César se transferiu novamente por empréstimo, dessa vez para a Ferroviária para jogar o Campeonato Paulista.
César chegou dando indícios de que seria titular absoluto na competição. Porém, ganhou a concorrência de Matheus, que já estava no time do interior e foi um dos destaques na equipe na campanha da Copa Paulista de Futebol no ano anterior, além de Tadeu, outro remanescente na equipe. Com a camisa grená, César disputou apenas um jogo no dia 1º de fevereiro, na derrota por 1 a 0 diante do Corinthians, em amistoso realizado em São Paulo. O goleiro entrou no segundo tempo e não conseguiu evitar o gol de Marquinhos Gabriel, marcado aos 49 minutos do segundo tempo.

#### Retorno ao Flamengo
Com a saída de Paulo Victor para o futebol turco, César retornou ao Flamengo em 24 de fevereiro de 2017, após pedido do próprio clube, a Ferroviária liberou o goleiro para retornar ao rubro-negro. Não pôde ser inscrito no Campeonato Carioca, pois já tinha sido inscrito no Campeonato Paulista pela Ferroviária, anteriormente. Desta forma, mesmo fazendo parte do elenco, não pôde aparecer na lista de campeões carioca daquele ano. Mas foi inscrito na Copa Libertadores da América de 2017, voltando a atuar somente no segundo jogo da semifinal da Copa Sul-Americana do mesmo ano, contra o Junior Barranquilla, da Colômbia, onde se tornou herói ao ajudar na classificação da equipe para a final do torneio, defendendo um pênalti cobrado pelo atacante Yimmi Chará nos últimos minutos da partida.
Em 18 de maio de 2018, César ampliou seu contrato com o Flamengo até abril de 2022.
Após não ter espaço no Flamengo, o jogador havia acertado um empréstimo com o Atlético Goianiense para a temporada de 2021. No entanto, César sofreu uma lesão no joelho, tendo que ficar pelo menos 6 meses sem jogar. Devido à isso, o empréstimo não foi concretizado.
No dia 13 de janeiro, foi anunciada sua saída do Flamengo após 12 anos no clube. Com seu contrato terminando em abril de 2022, César entrou em um acordo com o Flamengo para rescindir seu contrato de forma amigável. Ao todo, atuou em 71 partidas pelo rubro-negro.

### Bahia
Em 30 de março de 2022, o Bahia anunciou a sua contratação, com o contrato assinado até no final de 2023.

### Boavista
No dia 20 de julho de 2022, após rescindir com o Bahia, o Boavista de Portugal anunciou a sua contratação por duas temporadas.

## Seleção Brasileira

#### Sub-18
Em 24 de abril 2011, César foi convocado por Ney Franco para a disputa da 11ª Copa Internacional do Mediterrâneo Sub-18, realizada em Barcelona, na Espanha. A Seleção conquistou de maneira invicta o torneio.

#### Sub-20
Em junho de 2011, César esteve na lista da Seleção Brasileira Sub-20 que foi convocada por Ney Franco para o Campeonato Mundial da categoria.

#### Sub-22
Ainda em 2011, César fez parte do elenco que disputou os Jogos Pan-Americanos, no México.

## Estatísticas
Atualizadas até 20 de janeiro de 2021.

### Clubes
| Clube             | Temporada         | Campeonato nacional | Campeonato nacional | Campeonato nacional | Copa nacional[a] | Copa nacional[a] | Copa nacional[a] | Competições continentais[b] | Competições continentais[b] | Competições continentais[b] | Outros torneios[c] | Outros torneios[c] | Outros torneios[c] | Total | Total | Total   |
| Clube             | Temporada         | Jogos               | Gols                | Assist.             | Jogos            | Gols             | Assist.          | Jogos                       | Gols                        | Assist.                     | Jogos              | Gols               | Assist.            | Jogos | Gols  | Assist. |
| ----------------- | ----------------- | ------------------- | ------------------- | ------------------- | ---------------- | ---------------- | ---------------- | --------------------------- | --------------------------- | --------------------------- | ------------------ | ------------------ | ------------------ | ----- | ----- | ------- |
| Flamengo          |                   |                     |                     |                     |                  |                  |                  |                             |                             |                             |                    |                    |                    |       |       |         |
| 2011              | 0                 | 0                   | 0                   | —                   | —                | —                | —                | —                           | —                           | —                           | —                  | —                  | 0                  | 0     | 0     |         |
| 2012              | —                 | —                   | —                   | —                   | —                | —                | 0                | 0                           | 0                           | 0                           | 0                  | 0                  | 0                  | 0     | 0     |         |
| 2013              | 1                 | 0                   | 0                   | 0                   | 0                | 0                | —                | —                           | —                           | —                           | —                  | —                  | 1                  | 0     | 0     |         |
| 2014              | 1                 | 0                   | 0                   | 0                   | 0                | 0                | 0                | 0                           | 0                           | 0                           | 0                  | 0                  | 1                  | 0     | 0     |         |
| 2015              | 14                | 0                   | 0                   | 2                   | 0                | 0                | —                | —                           | —                           | 7                           | 0                  | 0                  | 23                 | 0     | 0     |         |
| 2016              | —                 | —                   | —                   | —                   | —                | —                | —                | —                           | —                           | 0                           | 0                  | 0                  | 0                  | 0     | 0     |         |
| Total             | 16                | 0                   | 0                   | 2                   | 0                | 0                | 0                | 0                           | 0                           | 7                           | 0                  | 0                  | 25                 | 0     | 0     |         |
| Ponte Preta       | 2016              | 0                   | 0                   | 0                   | 0                | 0                | 0                | —                           | —                           | —                           | 0                  | 0                  | 0                  | 0     | 0     | 0       |
| Ponte Preta       | Total             | 0                   | 0                   | 0                   | 0                | 0                | 0                | 0                           | 0                           | 0                           | 0                  | 0                  | 0                  | 0     | 0     | 0       |
| Ferroviária       | 2017              | —                   | —                   | —                   | 0                | 0                | 0                | —                           | —                           | —                           | 1                  | 0                  | 0                  | 1     | 0     | 0       |
| Ferroviária       | Total             | 0                   | 0                   | 0                   | 0                | 0                | 0                | 0                           | 0                           | 0                           | 1                  | 0                  | 0                  | 1     | 0     | 0       |
|                   | 2017              | 1                   | 0                   | 0                   | —                | —                | —                | 3                           | 0                           | 0                           | —                  | —                  | —                  | 4     | 0     | 0       |
| 2018              | 14                | 0                   | 0                   | 0                   | 0                | 0                | 0                | 0                           | 0                           | 5                           | 0                  | 0                  | 19                 | 0     | 0     |         |
| 2019              | 6                 | 0                   | 0                   | 0                   | 0                | 0                | 2                | 0                           | 0                           | 5                           | 0                  | 0                  | 13                 | 0     | 0     |         |
| 2020              | 4                 | 0                   | 0                   | 0                   | 0                | 0                | 3                | 0                           | 0                           | 3                           | 0                  | 0                  | 10                 | 0     | 0     |         |
| 2021              | 1                 | 0                   | 0                   | 0                   | 0                | 0                | 0                | 0                           | 0                           | 0                           | 0                  | 0                  | 1                  | 0     | 0     |         |
| Total             | 42                | 0                   | 0                   | 2                   | 0                | 0                | 8                | 0                           | 0                           | 20                          | 0                  | 0                  | 47                 | 0     | 0     |         |
| Total na carreira | Total na carreira | 42                  | 0                   | 0                   | 2                | 0                | 0                | 8                           | 0                           | 0                           | 21                 | 0                  | 0                  | 73    | 0     | 0       |

- a. ^ Jogos da Copa do Brasil
- b. ^ Jogos da Copa Libertadores da América e Copa Sul-Americana
- c. ^ Jogos do Campeonato Carioca, Campeonato Paulista, Primeira Liga do Brasil e Florida Cup

|             | Data                   | Local                                          | Resultado | Adversário             | Gols | Assist. | Competição                    |
| ----------- | ---------------------- | ---------------------------------------------- | --------- | ---------------------- | ---- | ------- | ----------------------------- |
| Flamengo    |                        |                                                |           |                        |      |         |                               |
| 1.          | 7 de dezembro de 2013  | Maracanã, Rio de Janeiro, Brasil               | 1–1       | Cruzeiro               | 0    | 0       | Campeonato Brasileiro de 2013 |
| 2.          | 7 de dezembro de 2014  | Arena do Grêmio, Porto Alegre, Brasil          | 1–1       | Grêmio                 | 0    | 0       | Campeonato Brasileiro de 2014 |
| 3.          | 18 de janeiro de 2015  | Mané Garrincha, Brasília, Brasil               | 0–0       | Shakhtar Donetsk       | 0    | 0       | Granada Cup 2015              |
| 4.          | 4 de fevereiro de 2015 | Maracanã, Rio de Janeiro, Brasil               | 4–0       | Barra Mansa            | 0    | 0       | Campeonato Carioca de 2015    |
| 5.          | 7 de fevereiro de 2015 | Raulino de Oliveira, Volta Redonda, Brasil     | 2–1       | Resende                | 0    | 0       | Campeonato Carioca de 2015    |
| 6.          | 4 de março de 2015     | Maracanã, Rio de Janeiro, Brasil               | 2–0       | Nacional               | 0    | 0       | Amistoso                      |
| 7.          | 2 de maio de 2015      | Romeirão, Juazeiro do Norte, Brasil            | 1–0       | Icasa                  | 0    | 0       | Amistoso                      |
| 8.          | 20 de junho de 2015    | Maracanã, Rio de Janeiro, Brasil               | 0–2       | Atlético Mineiro       | 0    | 0       | Campeonato Brasileiro de 2015 |
| 9.          | 28 de junho de 2015    | Arena Pantanal, Cuiabá, Brasil                 | 0–1       | Vasco da Gama          | 0    | 0       | Campeonato Brasileiro de 2015 |
| 10.         | 1 de julho de 2015     | Arena Joinville, Joinville, Brasil             | 1–0       | Joinville              | 0    | 0       | Campeonato Brasileiro de 2015 |
| 11.         | 5 de julho de 2015     | Maracanã, Rio de Janeiro, Brasil               | 1–2       | Figueirense            | 0    | 0       | Campeonato Brasileiro de 2015 |
| 12.         | 8 de julho de 2015     | Beira-Rio, Porto Alegre, Brasil                | 2–1       | Internacional          | 0    | 0       | Campeonato Brasileiro de 2015 |
| 13.         | 12 de julho de 2015    | Maracanã, Rio de Janeiro, Brasil               | 0–3       | Corinthians            | 0    | 0       | Campeonato Brasileiro de 2015 |
| 14.         | 15 de julho de 2015    | Arena Pernambuco, São Lourenço da Mata, Brasil | 2–0       | Náutico                | 0    | 0       | Copa do Brasil de 2015        |
| 15.         | 18 de julho de 2015    | Maracanã, Rio de Janeiro, Brasil               | 1–0       | Grêmio                 | 0    | 0       | Campeonato Brasileiro de 2015 |
| 16.         | 26 de julho de 2015    | Serra Dourada, Goiânia, Brasil                 | 1–0       | Goiás                  | 0    | 0       | Campeonato Brasileiro de 2015 |
| 17.         | 9 de agosto de 2015    | Estádio Moisés Lucarelli, Campinas, Brasil     | 0–1       | Ponte Preta            | 0    | 0       | Campeonato Brasileiro de 2015 |
| 18.         | 12 de agosto de 2015   | Maracanã, Rio de Janeiro, Brasil               | 3–2       | Atlético Paranaense    | 0    | 0       | Campeonato Brasileiro de 2015 |
| 19.         | 16 de agosto de 2015   | Allianz Parque, São Paulo, Brasil              | 2–4       | Palmeiras              | 0    | 0       | Campeonato Brasileiro de 2015 |
| 20.         | 19 de agosto de 2015   | Maracanã, Rio de Janeiro, Brasil               | 0–1       | Vasco da Gama          | 0    | 0       | Copa do Brasil de 2015        |
| 21.         | 23 de agosto de 2015   | Maracanã, Rio de Janeiro, Brasil               | 2–1       | São Paulo              | 0    | 0       | Campeonato Brasileiro de 2015 |
| 22.         | 4 de outubro de 2015   | Maracanã, Rio de Janeiro, Brasil               | 2–0       | Joinville              | 0    | 0       | Campeonato Brasileiro de 2015 |
| 23.         | 11 de outubro de 2015  | Kléber Andrade, Cariacica, Brasil              | 4–0       | Desportiva Ferroviária | 0    | 0       | Amistoso                      |
| 24.         | 15 de novembro de 2015 | Maracanã, Rio de Janeiro, Brasil               | 1–0       | Orlando City           | 0    | 0       | Amistoso                      |
| 25.         | 6 de dezembro de 2015  | Maracanã, Rio de Janeiro, Brasil               | 1–2       | Palmeiras              | 0    | 0       | Campeonato Brasileiro de 2015 |
| Ferroviária |                        |                                                |           |                        |      |         |                               |
| 26.         | 1 de fevereiro de 2017 | Arena Corinthians, São Paulo, Brasil           | 0–1       | Corinthians            | 0    | 0       | Amistoso                      |

### Seleção Brasileira
Abaixo estão listados todos jogos, gols e assistências do futebolista pela Seleção Brasileira, desde as categorias de base. Abaixo da tabela, clique em expandir para ver a lista detalhada dos jogos de acordo com a categoria selecionada.
Sub-18
| Ano   |       |      |         |       |
| Ano   | Jogos | Gols | Assist. | Média |
| ----- | ----- | ---- | ------- | ----- |
| 2011  | 2     | 0    | 0       | 0     |
| Total | 2     | 0    | 0       | 0     |

|    | Data                | Local                          | Resultado | Adversário | Gols | Assist. | Competição                                        |
| -- | ------------------- | ------------------------------ | --------- | ---------- | ---- | ------- | ------------------------------------------------- |
| 1. | 20 de abril de 2011 | Espanha                        | 4–0       | Palamós    | 0    | 0       | Copa Internacional do Mediterrâneo Sub-18 de 2011 |
| 2. | 24 de abril de 2011 | Tossa de Mar, Palamós, Espanha | 2–0       | México     | 0    | 0       | Copa Internacional do Mediterrâneo Sub-18 de 2011 |

Sub-20
| Ano   |       |      |         |       |
| Ano   | Jogos | Gols | Assist. | Média |
| ----- | ----- | ---- | ------- | ----- |
| 2011  | 0     | 0    | 0       | 0     |
| Total | 0     | 0    | 0       | 0     |

Sub-22
| Ano   |       |      |         |       |
| Ano   | Jogos | Gols | Assist. | Média |
| ----- | ----- | ---- | ------- | ----- |
| 2011  | 3     | 0    | 0       | 0     |
| Total | 3     | 0    | 0       | 0     |

|    | Data                  | Local                             | Resultado | Adversário | Gols | Assist. | Competição                   |
| -- | --------------------- | --------------------------------- | --------- | ---------- | ---- | ------- | ---------------------------- |
| 1. | 19 de outubro de 2011 | Estádio Omnilife, Zapopan, México | 1–1       | Argentina  | 0    | 0       | Jogos Pan-Americanos de 2011 |
| 2. | 21 de outubro de 2011 | Estádio Omnilife, Zapopan, México | 0–0       | Cuba       | 0    | 0       | Jogos Pan-Americanos de 2011 |
| 3. | 23 de outubro de 2011 | Estádio Omnilife, Zapopan, México | 1–3       | Costa Rica | 0    | 0       | Jogos Pan-Americanos de 2011 |

## Títulos
Flamengo
- Copa São Paulo de Futebol Júnior: 2011
- Taça Guanabara: 2011, 2014, 2018, 2020, 2021
- Taça Rio: 2011, 2019
- Campeonato Carioca: 2011, 2014, 2017, 2019, 2020, 2021
- Torneio Super Clássicos: 2013, 2014, 2015
- Copa do Brasil: 2013
- Taça Rádio Globo 70 Anos: 2014
- Florida Cup: 2019
- Torneio Super Series: 2015
- Troféu Carlos Alberto Torres: 2017
- Campeonato Brasileiro: 2019, 2020
- Supercopa do Brasil: 2020, 2021
- Copa Libertadores da América: 2019
- Recopa Sul-Americana: 2020

Seleção Brasileira
- Copa Internacional do Mediterrâneo Sub-18: 2011
- Copa do Mundo FIFA Sub-20: 2011

Individuais
- Melhor goleiro da Super Copa Eurofama de Futebol Junior: 2010
- Melhor goleiro da Copa São Paulo de Futebol Júnior: 2011
- Prêmio "O Cara da 38ª Rodada" do Brasileirão 2013: Jornal O Lance!